# Folketingets Venstre
Folketingets Venstre (V), eller Folketingets og Rigsdagens Venstre, var navne på forskellige danske oppositionspartier mellem 1870 og 1909. De fleste ministre i Zahles første regering (1909-1910) tilhørte Folketingets Venstre.  
Partibogstavet var V (for "Venstre"). (Partibogstavet F blev benyttet af det Forhandlende eller Moderate Venstre).  

## 1870-1878
I 1870'erne var Folketingets Venstre et andet navn på Det forenede Venstre. 

## 1878-1884
I 1878-1884 var Folketingets Venstre et andet navn på Det Radikale Venstre. Dette parti havde fra starten Christen Berg som leder. Efterhånden fik Viggo Hørup større indflydelse i partiet. Ved valget i 1884 fik Det Radikale Venstre 46 mandater. Da Folketinget kun havde 102 medlemmer dengang, var partiet nu tingets største parti.

## 1884-1895
Efter at Berg havde dannet Det Rene Venstre i efteråret 1884, blev Hørup leder af Folketingets Venstre. Edvard Brandes var partiets leder i 1892-1894. Partiet gik ind i Venstrereformpartiet efter valget i 1895.

## 1905-1909
Den 26. januar 1905 blev otte folketingsmedlemmer ekskluderede af Venstrereformpartiet. Årsagen var, at de ikke ville stemme for Regeringen Christensen l's forslag om øgede udgifter til militæret. 
Samme dag genoprettede de otte "rebeller" Folketingets Venstre.  På grund af frafald fra Reformformpartiet så bestod det nye parti snart af 13 folketingsmedlemmer, og det indgik i en valggruppe på 15 medlemmer. 
C.Th. Zahle blev formand for partiet. Fra den 21. maj 1905 samarbejdede "Folketingets Venstre" med Det Radikale Venstre. I 1906 blev Edvard Brandes partiets første medlem af Landstinget.     
Efter folketingsvalget i 1909 gik navnet Folketingets Venstre af brug. I stedet kaldte man sig nu Det Radikale Venstres folketingsgruppe.

## 1909-1910
Den første regering Zahle, der sad 1909-1910, betegnede sig som "gode venstremænd" og bestod af ministre fra Folketingets Venstre.